# La Mure
 La Mure  es una población y comuna francesa, en la región de Ródano-Alpes, departamento de Isère, en el distrito de Grenoble y cantón de La Mure.

## Demografía
| 6111 | 6196 | 5522 | 5657 | 5480 | 5190 |
| Para los censos de 1962 a 1999 la población legal corresponde a la población sin duplicidades (Fuente: INSEE [Consultar]) |      |      |      |      |      |

## Lugares de interés
- Antiguo trazado de ferrocarril que va de la Mure - Monteynard, y servía para transporte minero, actualmente hay un tranvía turístico de vistas panorámicas de la zona.
- Arboretum de Combe Noire